# Lontano da casa (film 1995)
Lontano da casa (Far from Home: The Adventures of Yellow Dog) è un film del 1995 diretto da Phillip Borsos.

## Trama
Il tredicenne Angus McCormick vive vicino a una piccola città della British Columbia con i suoi genitori John e Katherine e il fratello di otto anni Silas. Gestisce il suo percorso cartaceo, impara le abilità nella natura selvaggia da suo padre e trascorre il tempo con i suoi amici David e Sara. Un pomeriggio, Angus trova un Labrador Retriever giallo randagio che chiama Yellow.
Diversi giorni dopo, mentre Angus, suo padre e Yellow stanno viaggiando lungo la costa della British Columbia, le acque turbolente capovolgono la loro barca. John viene salvato in elicottero e trasportato in ospedale per ferite lievi, ma Angus e Yellow sono bloccati sulla costa, lontani dalla civiltà.
Dopo aver trascorso nove giorni sulla riva, Angus si rende conto che lui e Yellow devono raggiungere la civiltà da soli. Con il faro più vicino situato a circa venti miglia a sud, inizia il suo viaggio attraverso una delle zone più vaste della provincia.
Nei giorni successivi, Angus fatica a trovare cibo per sostenere se stesso e Yellow. Un giorno cade da un dirupo, rompendosi il polso sinistro. Più tardi quel giorno, Angus vede il faro su una collina sull'altra sponda di un lago. Costruisce una zattera e con l'aiuto del suo cane rema fino alla sponda opposta.
Angus e Yellow raggiungono il faro ma lo trovano deserto, senza cibo o provviste aggiuntive. Angus scopre una strada forestale che scende da un'altra collina a diversi chilometri di distanza e decide di dirigersi lì nella speranza di trovare aiuto. Raggiungono una stretta gola con un fiume sottostante. Angus trova un albero caduto in cima alla gola e decide di attraversarlo, ma l'altro lato è bloccato da altri alberi caduti.
Proprio mentre Angus e Yellow iniziano a perdere le speranze, un aereo vola sopra di loro. Il pilota informa le squadre di soccorso della sua scoperta e un elicottero viene inviato a recuperare il ragazzo e il cane. Uno dei membri della squadra di ricerca viene abbassato e afferra Angus, ma Yellow viene buttato giù dall'albero nel fiume. Sopravvive alla caduta e nuota fino a riva, ma è lasciato a se stesso.
Angus si incolpa per aver perso Yellow, ma rifiuta di rinunciare alla speranza che il suo cane sia ancora vivo. Un pomeriggio, fischietta un'ultima volta e appare Yellow, esausto. Angus e la sua famiglia si rallegrano per il ritorno di Yellow.